# Cinto Euganeo
Cinto Euganeo é uma comuna italiana da região do Vêneto, província de Pádua, com cerca de 2.035 habitantes. Estende-se por uma área de 19 km², tendo uma densidade populacional de 107 hab/km². Faz fronteira com Baone, Galzignano Terme, Lozzo Atestino, Vo.

## Demografia
| Variação demográfica do município entre 1861 e 2011                               |
|                                                                                   |
| Fonte: Istituto Nazionale di Statistica (ISTAT) - Elaboração gráfica da Wikipedia |